# Der Audio Verlag
Der Audio Verlag (DAV) ist ein deutscher Hörbuchverlag mit Sitz in Berlin. Er zählt zu den großen Hörbuchverlagen im deutschsprachigen Raum und ist Teil der Penguin Random House Verlagsgruppe.

## Geschichte und Konzeption
Der Audio Verlag wurde im Frühjahr 1999 vom Südwestrundfunk (SWR) und dem Aufbau-Verlag gegründet. Anlass war die SWR-Hörfunk-Produktion der „Tagebücher des Viktor Klemperer“, deren Buchfassung im Aufbau-Verlag erschienen war. Der Spiegel-Verlag beteiligte sich 2004 mit 25 Prozent am Verlag und erhöhte 2008 seinen Anteil auf 51 Prozent. 2018 wurde die Verlagsgruppe Random House Alleingesellschafter des Verlags.

## Programm

Durbridge-CDs in Vinyloptik

Das Verlagsprogramm besteht aus Belletristik und Sachtiteln sowie einem umfangreichen Kinder- und Jugendprogramm. Bis 2011 sind rund 1000 Titel erschienen. Die Aufnahmen, darunter Lesungen, Hörspiele, Features und Tondokumente, stammen aus Coproduktionen mit Rundfunksendern, aus deren Archiven sowie aus Eigenproduktionen. Zu den vertonten Autoren zählen Klassiker der literarischen Moderne (z. B. Fjodor Dostojewski, Émile Zola, Kurt Tucholsky) ebenso wie zeitgenössische Belletristik (z. B. Gabriel García Márquez, John Updike, Michel Houellebecq) und Vertreter der Unterhaltungsliteratur. Einen Schwerpunkt im Programm bildet Kriminalliteratur. Zusammen mit dem Hörverlag brachte der DAV elf von zwölf Hörspielen der Paul-Temple-Reihe des NWDR und WDR heraus. Zudem bringt der Verlag Hörspiele des ehemaligen Rundfunk der DDR, heraus, darunter Kinderhörspiele wie Nimmerklug im Knirpsenland von Nikolai Nossow.

## Auszeichnungen
Der DAV erhielt mehr als 50 Preise, darunter fünfmal den „Deutschen Hörbuchpreis“, dreimal den „Preis der deutschen Schallplattenkritik“ und den „Hörkules“. Für die Gestaltung der Hörbücher erhielt der Verlag im Jahr 2000 den „Deutschen Preis für Kommunikationsdesign“.